# The KMPlayer
The KMPlayer je korejský multimediální přehrávač pro operační systém Microsoft Windows. Díky zabudovaným kodekům podporuje přehrávání mnoha formátů hudebních a video souborů včetně avi, 3gp, mpeg... těch neúplných nebo komprimovaných. The KMPlayer je dostupný v mnoha jazycích včetně češtiny.
Pro grafické prostředí KDE existuje jiný přehrávač s názvem KMPlayer.

## Název
The KMPlayer je znám pod několika názvy, které se měnily v průběhu uvolňování novějších verzí. I proto se často plete s programem KMPlayer pro grafické prostředí KDE.
Od verze 3.0.0.1438 přehrávač nesl název KMPlayer příp. KMP. Na stránce o programu lze pak nalézt název The KMPlayer Professional Media Player a The KMPlayer. V novějších verzích se pak prosazuje právě název The KMPlayer nebo The KMP Player. Na základě licenční stránky je ale oficiální název programu K-Multimedia Player.

## Verze
Základní verze je pro operační systémy Windows, ale dostupný je i pro chytré mobilní telefony s operačními systémy iOS a Android, a to s názvem KMP Mobile App. Ta je dostupná jak na serveru Google Play, tak na App Store.

## Požadavky na výkon počítače
- OS: Windows 2000/XP/Vista (32bit)/Windows 7 (32bit)/Windows 8
- DirectX 9.0 a vyšší
- 30 MB volného místa na pevném disku

## Podporované formáty
Video formáty:
- MPEG-1/2
- MPEG-4 ASP
- H.261, H.263 / H.263i, H.264 / MPEG-4 AVC
- Cinepak
- Theora
- Dirac / VC-2
- MJPEG (A/B)
- WMV 1/2, WMV 3 / WMV-9 / VC-1
- Sorenson 1/3 (Quicktime)
- DV (Digital Video)
- On2 VP3/VP5/VP6
- Indeo Video v3 (IV32)
- Real Video 1/2, Real Video 3/4

Audio formáty:
- MPEG Layer 1/2
- MP3 – MPEG Layer 3
- AAC – MPEG-4 part3
- Vorbis
- AC3 – A/52 (Dolby Digital)
- E-AC-3 (Dolby Digital Plus)
- MLP / TrueHD">3, DTS
- WMA 1/2, WMA 3
- FLAC
- ALAC
- Speex
- MPC
- ATRAC 3
- Wavpack
- Mod (.s3m, .it, .mod)
- TrueAudio (TTA)
- APE (Monkey Audio)
- Real Audio, Alaw/µlaw
- AMR (3GPP)
- MIDI
- LPCM
- ADPCM
- QCELP
- DV Audio
- QDM2/QDMC (QuickTime)
- MACE

## Pluginy
The KMPlayer podporuje následující pluginy:
- Winamp plugins: vstup, DSP, vzhled, obecné pluginy (knihovna médií apod.)
- KMP videa pluginy od SDK
- DScaler filtr